# Meghan McLeod

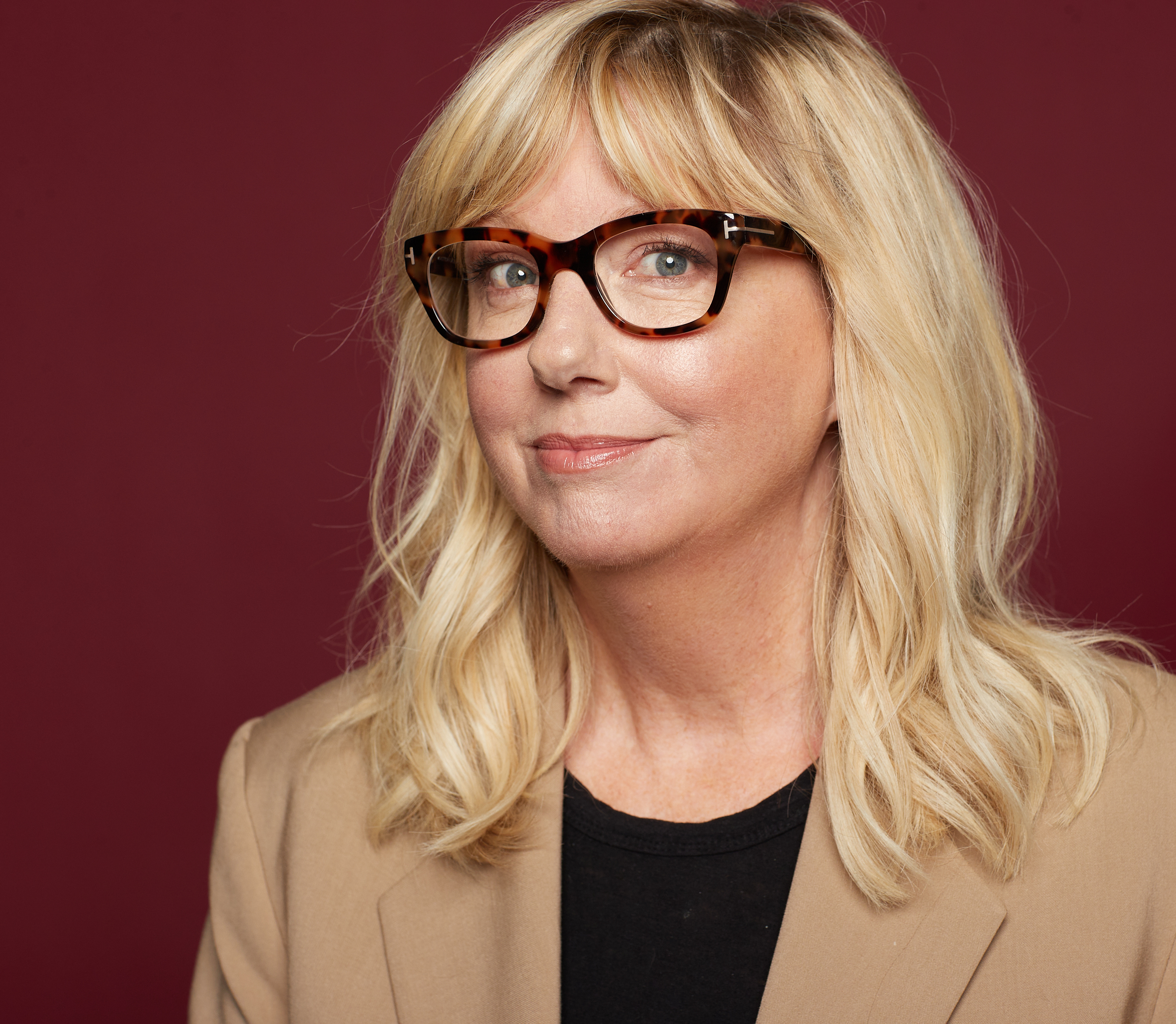
Meghan McLeod (2024)

Meghan McLeod ist eine US-amerikanische Schauspielerin und Model.

## Leben
McLeod debütierte 1997 in James Camerons Titanic in einer Nebenrolle. Es folgten Episodenrollen in Highway to Hell – 18 Räder aus Stahl, Unscripted, Manhunt: The Search for America's Most Gorgeous Male Model und Hung – Um Längen besser. Weitere Nebenrollen hatte sie 2002 in High Crimes – Im Netz der Lügen und 2007 in Im Land der Frauen. 2012 übernahm sie mit der Rolle der Krista Miles eine größere Rolle im Katastrophenfilm Kollisionskurs – Blackout im Cockpit. Von 2012 bis 2013 war sie in insgesamt fünf Episoden der Fernsehserie Etiquette: A Surprisingly Relevant Guide to Good Manners in the Modern World zu sehen.

## Filmografie
- 1997: Titanic
- 2000: Highway to Hell – 18 Räder aus Stahl (18 Wheels of Justice) (Fernsehserie, 1x20)
- 2002: High Crimes – Im Netz der Lügen (High Crimes)
- 2004: The Travel Writer (Kurzfilm)
- 2005: Unscripted (Fernsehserie, 1x01)
- 2005: Manhunt: The Search for America's Most Gorgeous Male Model (Fernsehserie, 1x04)
- 2007: Im Land der Frauen (In the Land of Women)
- 2009: The Watch (Kurzfilm)
- 2010: Fishnet
- 2011: Answers to Nothing
- 2011: Hung – Um Längen besser (Hung) (Fernsehserie, 3x09)
- 2011–2013: Good Job, Thanks! (Fernsehserie, 3 Episoden)
- 2012: Kollisionskurs – Blackout im Cockpit (Collision Course)
- 2012: Project: Phoenix (Fernsehserie)
- 2012: That's What Facebook's For! (Kurzfilm)
- 2012: A Final Gift (Kurzfilm)
- 2012–2013: Etiquette: A Surprisingly Relevant Guide to Good Manners in the Modern World (Fernsehserie, 5 Episoden)
- 2015: The Christmas Gift (Fernsehfilm)
- 2017: Casino Undercover